# 歌川直久
歌川 直久（うたがわ なおひさ、生没年不詳）とは、江戸時代の浮世絵師。

## 来歴
歌川国直の門人かといわれる。歌川の画姓を称し一曲斎と号す。作画期は弘化から嘉永頃にかけてとされている。

## 作品
- 『拳独稽古』　※嘉永2年（1849年）刊行
- 「愛狗美人図」　紙本着色1幅　熊本県立美術館所蔵　※「一曲斎直久」の落款、「直」の朱文重郭方印あり